# Greta Nissen
Greta Nissen (30 de enero de 1906 – 15 de mayo de 1988) fue una actriz teatral y cinematográfica estadounidense de origen noruego.

## Biografía
Su verdadero nombre era Grethe Rüzt-Nissen, y nació en Oslo, Noruega. Antes de dedicarse a la interpretación, Nissen era bailarina, habiendo estudiado ballet con Michel Fokine, y debutando en el Teatro nacional (Oslo) en 1922. En esa época viajó en gira por Noruega y participó en varias películas rodadas en Dinamarca.
Nissen actuó por vez primera como bailarina en el circuito de Broadway en 1924. Ese año formaba parte de una compañía danesa de ballet que actuaba en Nueva York, ciudad en la que pronto fue contratada para participar en números de baile para el musical de George S. Kaufman Beggar on Horseback.
Gracias a todo ello, Nissen fue descubierta por el productor cinematográfico Jesse L. Lasky, de Paramount Pictures, iniciando su carrera en el cine, en la actuó en un total de más de veinte películas. Entre sus filmes destacan The Wanderer (1925, de Raoul Walsh), A Wife, The King on Main Street, The Love Thief, Ambassador Bill, The Lucky Lady, y Honours Easy. En 1932 actuó en The Silent Witness, junto a Weldon Heyburn, que sería su primer marido. 
Ella fue la elegida para interpretar al primer personaje femenino en la película Los ángeles del infierno (1930), de Howard Hughes. Sin embargo, y a causa de su fuerte acento noruego, finalmente perdió el papel cuando el film fue montado para incluir sonido, interpretando Jean Harlow a su personaje. En 1933 se mudó a Inglaterra, donde rodó algunas producciones, retirándose del cine en 1937.
En el otoño de 1941, Greta Nissen se casó con el industrial Stuart D. Eckert. De nuevo en los Estados Unidos, se estableció definitivamente en el país y se nacionalizó, falleciendo en su domicilio en Montecito, California, a causa de la enfermedad de Parkinson en 1988. Tenía 82 años de edad. Sus restos fueron incinerados. Tuvo un hijo con su segundo marido, Tor Bruce Nissen Eckert, que en 2005 cedió su gran colección de recuerdos, Greta Nissen Memorabilia, al Museo Noruego del Emigrante, en Ottestad, Noruega.

## Galería fotográfica

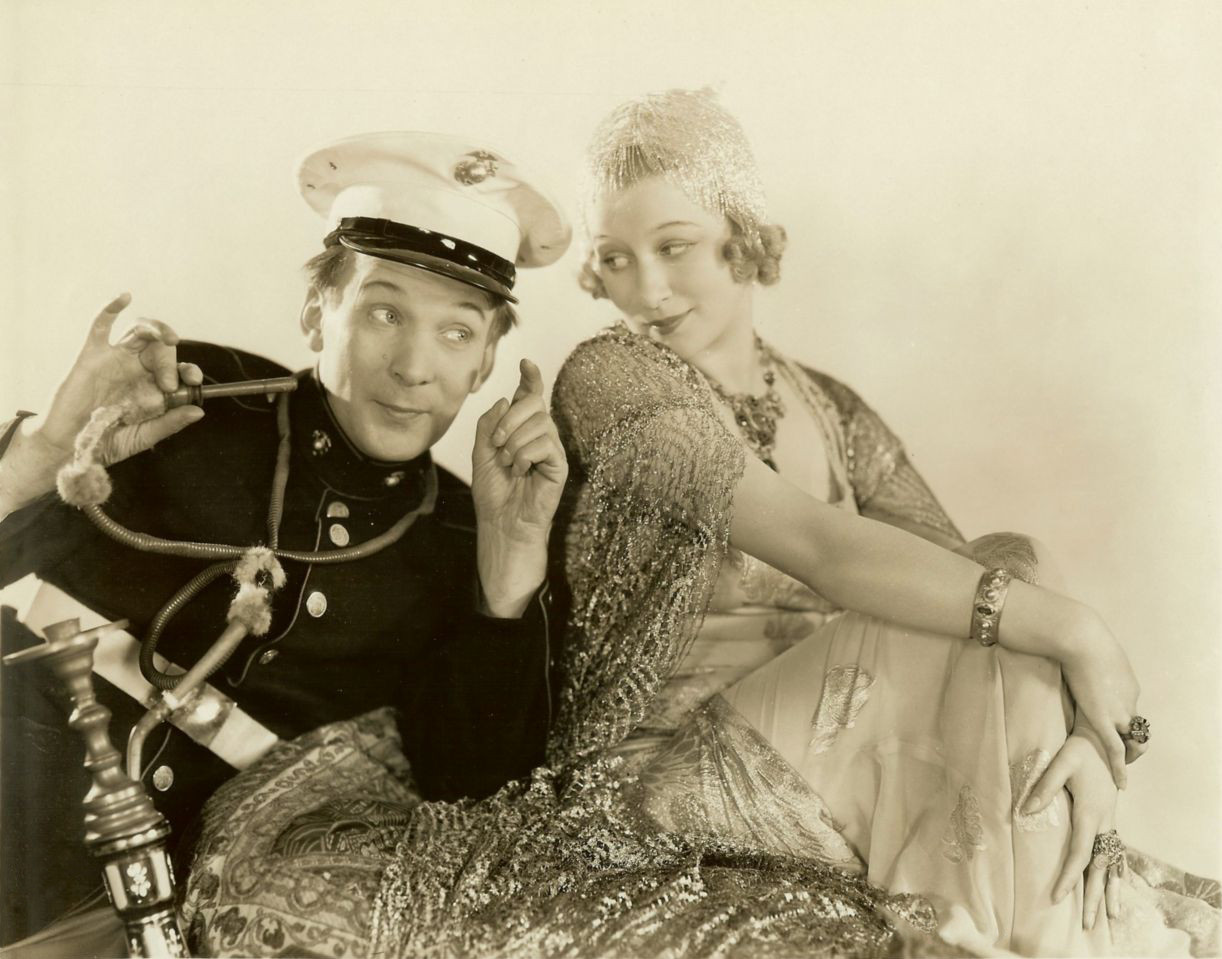
Nissen con El Brendel en 1931, en una foto promocional de la comedia de 1931 Women of All Nations
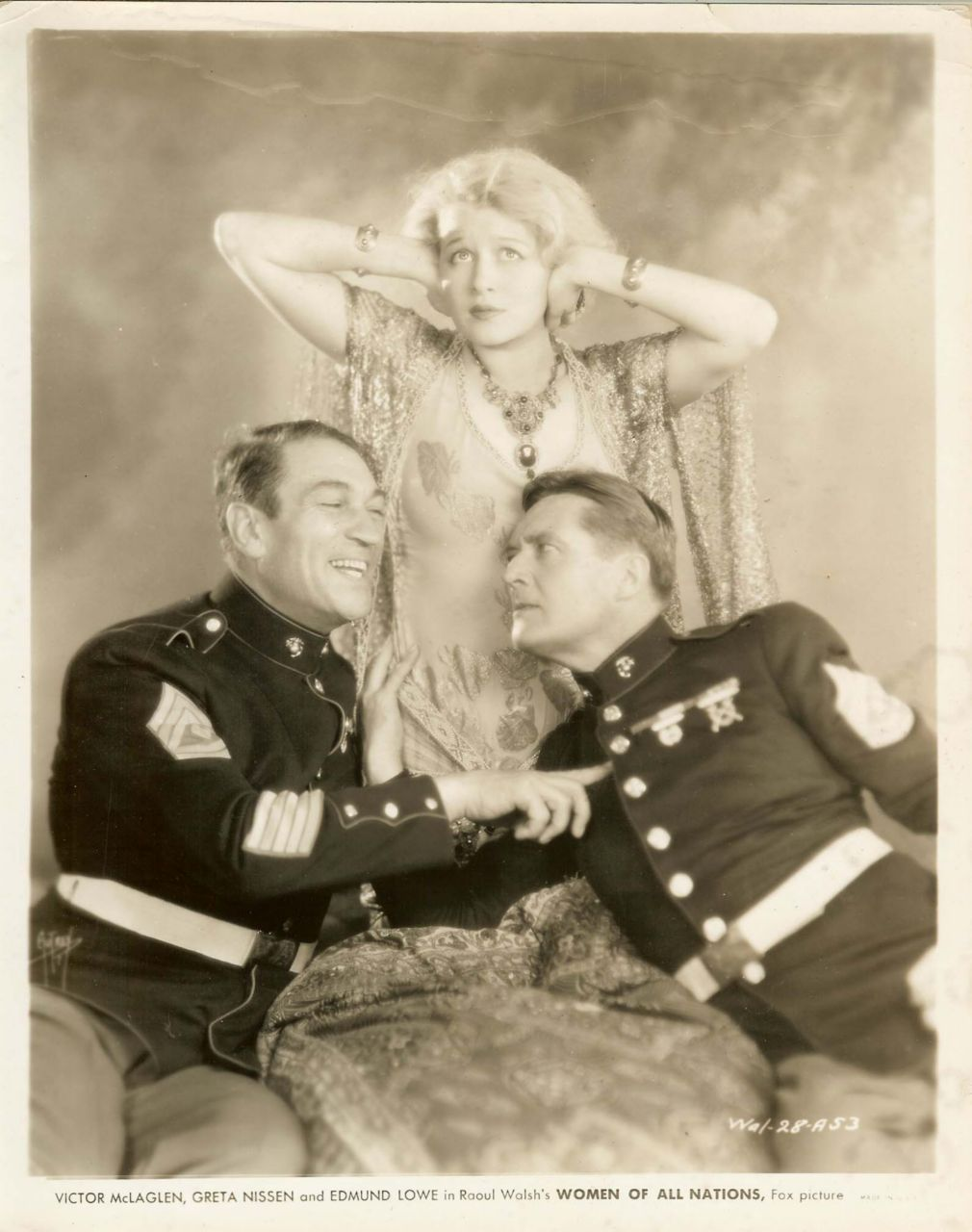
Greta Nissen, Victor McLaglen y Edmund Lowe en otra foto promocional de 1931 de Women of All Nations.
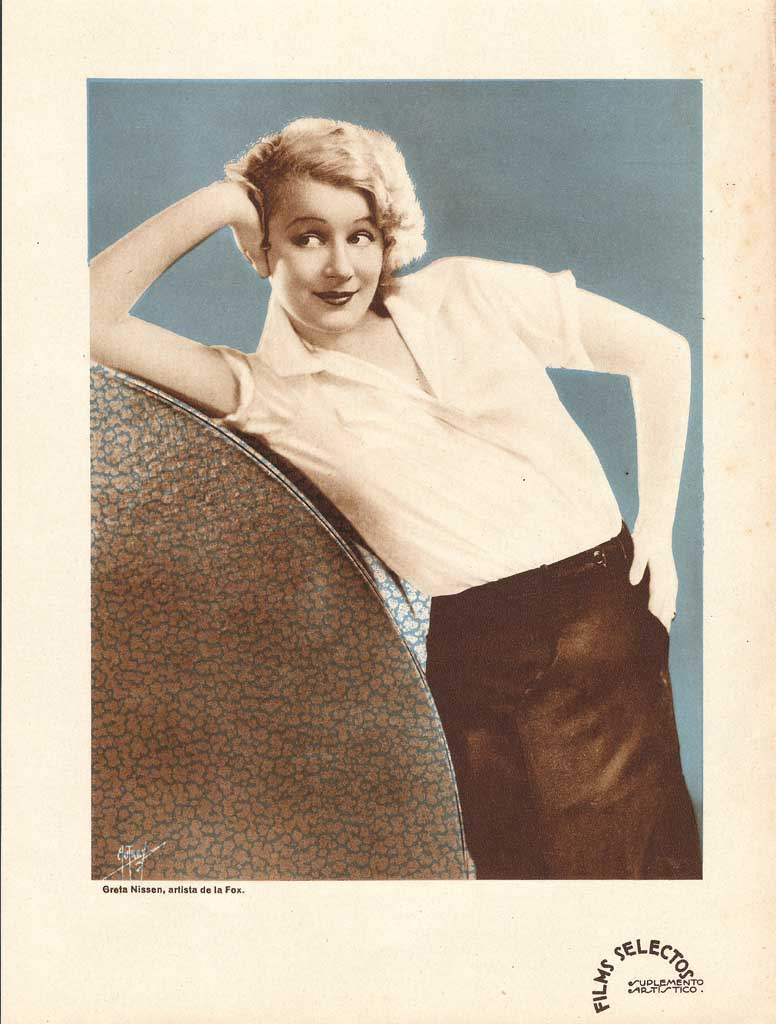
1931, portada en una revista argentina de cine.
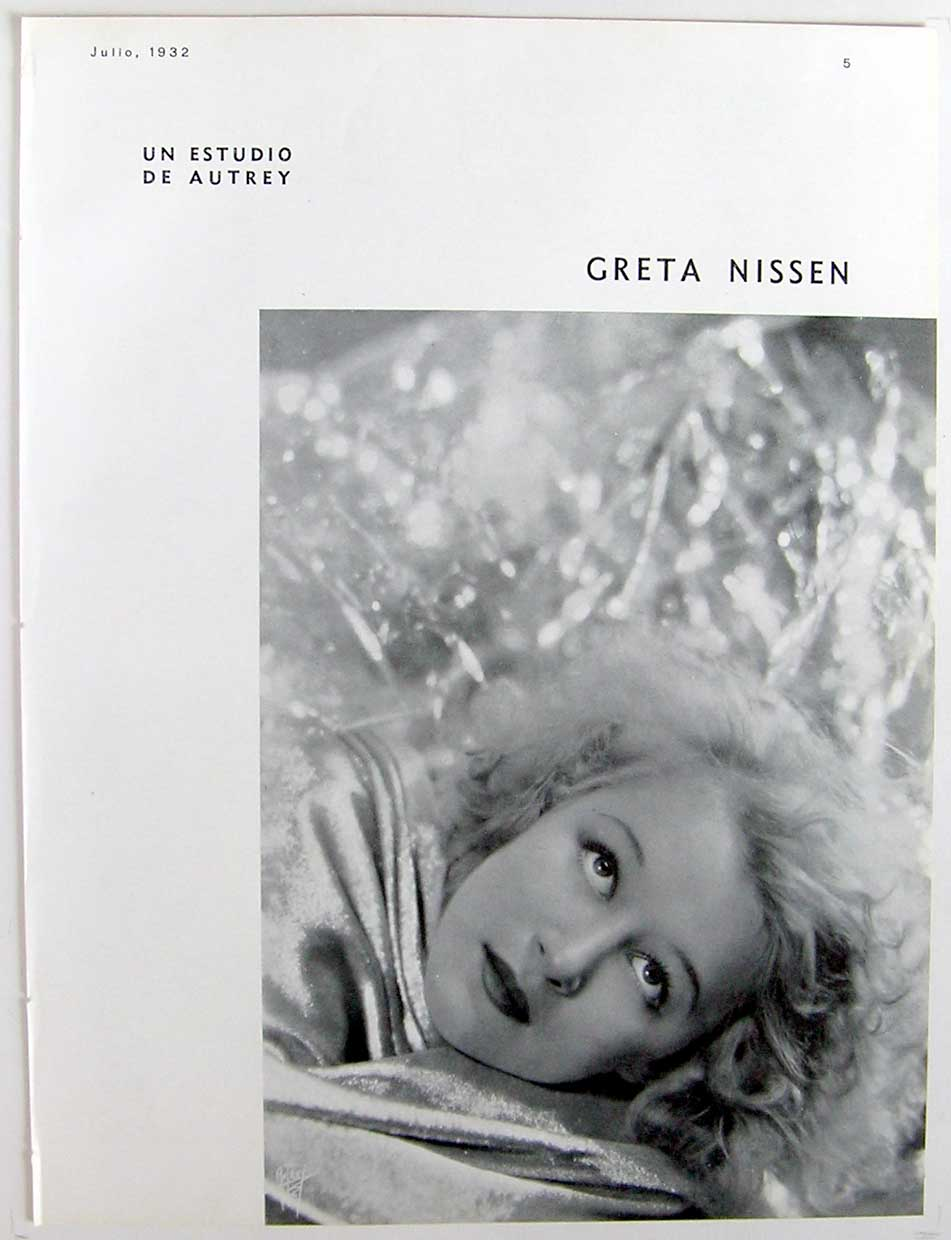
Foto en una revista argentina de cine, 1932.
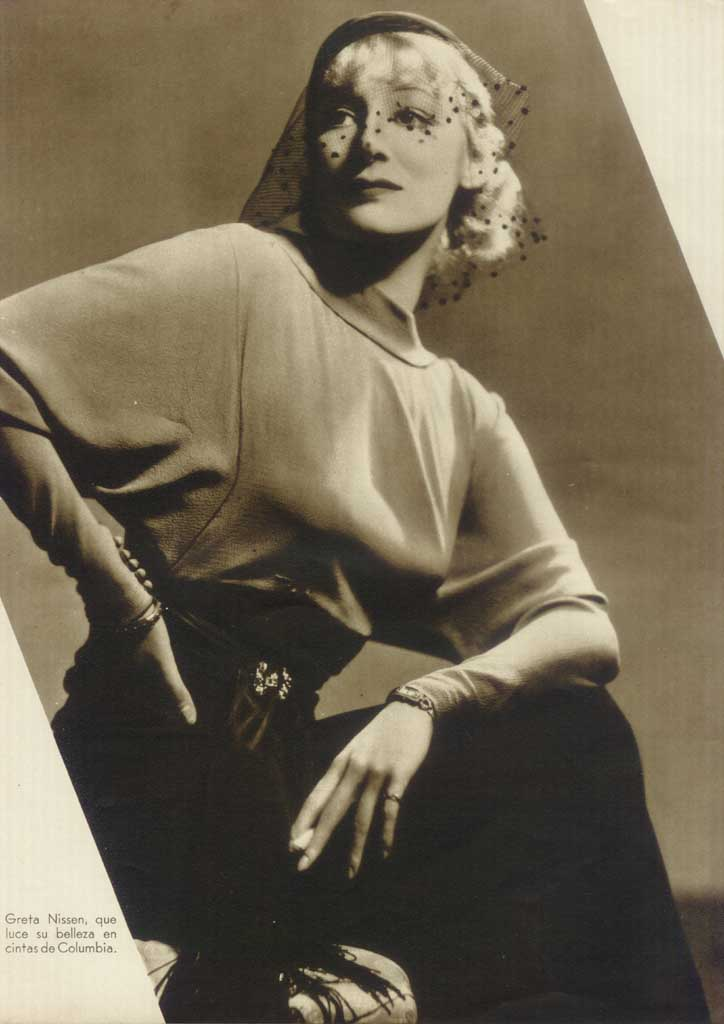
Foto en una revista argentina de cine, 1933.

## Teatro

### Broadway
- 1924 : Beggar on Horseback, de George S. Kaufman y Marc Connelly, con George Barbier, Spring Byington y Roland Young
- 1926 : No Foolin’, revista producida por Florenz Ziegfeld, música de Rudolf Friml, letras y libretto de Gene Buck, Irving Caesar y Ballard MacDonald, J.P. McEvoy y James Barton, con Paulette Goddard y Claire Luce

### Londres
- 1933-1934 : Why not To-night ?, de Ord Hamilton y Herbert Farjeon, escenografía de Romney Brent
- 1937-1938 : People in Love, de Arthur Reid

## Filmografía
- 1923 : Daarskab, dyb og driverter, de Lau Lauritzen Sr.
- 1924 : Lille Lise let-paa-taa, de Lau Lauritzen Sr.
- 1925 : Lost : A Wife, de William C. de Mille
- 1925 : The Wanderer, de Raoul Walsh
- 1925 : In the Name of Love, de Howard Higgin
- 1925 : The King of Main Street, de Monta Bell
- 1926 : The Lucky Lady, de Raoul Walsh
- 1926 : The Love Thief, de John McDermott
- 1926 : Ebberöds bank, de Sigurd Wallén
- 1926 : The Lady of the Harem, de Raoul Walsh
- 1926 : The Popular Sin, de Malcolm St. Clair
- 1927 : Blonde or Brunette, de Richard Rosson
- 1927 : Blind Alleys, de Frank Tuttle
- 1928 : Fazil, de Howard Hawks
- 1928 : The Butter and Egg Man, de Richard Wallace
- 1931 : Women of All Nations, de Raoul Walsh
- 1931 : Transatlantic, de William K. Howard
- 1931 : Ambassador Bill, de Sam Taylor
- 1931 : Good Sport, de Kenneth MacKenna
- 1932 : Silent Witness, de R.L. Hough y Marcel Varnel
- 1932 : Rackety Rax, de Alfred L. Werker
- 1932 : The Unwritten Law, de Christy Cabanne y Wilfred Lucas
- 1933 : The Circus Queen Murder, de Roy William Neill
- 1933 : Melody Cruise, de Mark Sandrich
- 1933 : Best of Enemies, de Rian James
- 1933 : Life in the Raw, de Louis King
- 1933 : Red Wagon, de Paul L. Stein
- 1933 : On Secret Service, de Arthur B. Woods
- 1934 : Hired Wife, de George Melford
- 1934 : The Luck of a Sailor, de Robert Milton
- 1935 : Honours Easy, de Herbert Brenon
- 1937 : Cafe Colette, de Paul L. Stein